# Carnaio
Carnaio è un romanzo scritto da Giulio Cavalli e pubblicato nel 2019.
Attualmente il libro ha conseguito il Premio Selezione Campiello Giuria dei Letterati 2019 ed è finalista al Premio Napoli.

## Struttura e capitoli
Il libro si articola in tre parti, di cui la prima e l'ultima sono narrate in terza persona, mentre la seconda è narrata in prima persona da un personaggio diverso per ogni capitolo.
- Prima parte: I morti

- - Capitolo primo: Il primo cadavere
  - Capitolo secondo: La reazione
  - Capitolo terzo: Il secondo cadavere
  - Capitolo quarto: La reazione
  - Capitolo quinto: I primi cento
  - Capitolo sesto: La caccia
  - Capitolo settimo: L'autopsia
  - Capitolo ottavo: L'onda
  - Capitolo nono: Sgombrare
  - Capitolo decimo: La seconda onda

- Seconda parte: I vivi

- Terza parte: La fine

- - Capitolo ventiquattresimo: Le gravidanze
  - Capitolo venticinquesimo: Chiusi

## Trama
DF è una piccola città di mare, che vive in prevalenza grazie alla pesca, quindi all'agricoltura e al turismo. Un mattino, un anziano pescatore trova, nell'acqua dove è solito gettare le reti, un cadavere. Non ci sono segni di violenza, né altro che possa indirizzare le indagini: si tratta di un giovane maschio piuttosto alto e di pelle scura, che deve essere morto da vari giorni e lontano da DF. Poco dopo, un altro cadavere è rinvenuto da una signorina che sta facendo una passeggiata serale: le condizioni sono uguali a quelle del primo morto.
I cadaveri sembrano moltiplicarsi: dapprima se ne trovano quattro, poi circa un centinaio, per finire, un'onda gigantesca come di maremoto seppellisce la cittadina sotto 24.000 di questi cadaveri, causando numerosi incidenti mortali ai cittadini. L'energico intervento del sindaco Beppe Ruffini impone a tutti di ripulire la città, deponendo le salme in un capannone offerto dal principale imprenditore (Pier Mario Tondini); ma non appena il lavoro è finito, un'altra ondata di corpi sommerge la comunità. Si verifica un'emergenza igienica, fronteggiata dalle idee di Marco Lenzo, ingegnere, che escogita i più raffinati mezzi per mantenere i morti in un obitorio, appositamente costruito nella zona industriale.
La legge dello Stato italiano prevede che ogni singolo cadavere non venga rimosso dal luogo del ritrovamento, sino a indagini compiute. Pertanto le azioni intraprese, volte a mantenere l'igiene e la vivibilità in città, violano tale legge. Ma il numero di corpi piovuti su DF è già oltre i cinquantamila e non sarebbe umanamente possibile lasciarli dove sono finiti, ben presto non servirebbero ad alcuna indagine. Inoltre questi corpi sono tutti identici per statura, peso, colore della pelle, abbigliamento sommario; e sono tutti morti altrove (nessuno sa dove), per cui non c'è una scena del decesso. Tuttavia la stampa venuta da fuori città è pronta a riversare sul sindaco di DF le più brucianti accuse: razzismo e disumanità, oltre ovviamente all'inadempienza delle leggi di Stato.
Lo scontro si allarga, diviene politico. Ma DF, sommersa mediamente ogni 48 ore da una nuova ondata di corpi, persevera nel trovare soluzioni che derivano dall'inventiva e dalla tenacia del sindaco, dell'ingegnere e del commissario di polizia. Quando la situazione si fa intollerabile, DF dichiara l'indipendenza dall'Italia, rifiuta di pagare tasse al governo e si dà un nuovo assetto: rimarranno in città solo i nativi e pochi altri con deroga. Il permesso di residenza è negato a più persone e si costruisce una barriera sul mare, lunga 7 chilometri, per impedire ai corpi di abbattersi sulle vie e sulle case.
Per vari mesi, i cittadini di DF lavorano alle grandi opere ideate per il raccoglimento dei corpi, per il loro smaltimento, per forme di riciclaggio che suscitano l'indignazione del mondo intero. A vari livelli, i cittadini difendono le scelte del loro sindaco: privati della pesca, della coltivazione e del turismo, essi considerano che ora la loro risorsa è data dai corpi (che diventano cibo, energia, manufatti). Le feroci critiche degli altri Paesi non possono impedire che la cittadina abbia molti estimatori e benefattori, catturati dall'idea che DF sia un paradiso di ordine e pulizia. Anche il prete locale, don Mariangelo, nonostante il biasimo del Papa, sostiene che sia cristiano ciò che si fa. Ma con il passare dei mesi, appaiono dei dissidenti, persone che arrivano a tentare la fuga, perché, dopo la barriera sul mare, si sono dovute innalzare recinzioni ai confini.
La duplice funzione di queste nuove barriere, di tenere fuori elementi indesiderati e di trattenere i cittadini dubbiosi, causa vittime silenziose, tra le quali sono la moglie del capo della polizia, Angelica Magnani, che ha tentato di fuggire con la figlioletta di quattro anni. Perché oramai lo stato di polizia è totale e non ci si ferma a dialogare, ma basta vedere una sagoma nella notte, che partono raffiche di colpi. Per finire, un giovane viene giudicato come traditore della città, in quanto ha passato illegalmente notizie a un reporter inglese, che ne ha fatto una teoria dell'autocomplotto: in pratica, non essendoci un solo Paese che reclami i corpi (che si abbattono su DF), si favoleggia di un'invenzione tecnologica che produrrebbe questi corpi come dei cloni e che la responsabilità sarebbe della stessa DF, per guadagnarsi l'autonomia. Il giovane è condannato a morte.
L'anno si conclude e il 1 gennaio avviene una festa di tutti i cittadini in una zona dove si è creato un mare artificiale, dal momento che non hanno più quello naturale. A marzo però, tutte le donne di DF risultano incinte, a prescindere dal fatto che nessuna ha avuto rapporti nel giorno del concepimento di massa. Poiché questa nuova diavoleria manda in bestia moltissimi padri e mariti, oltre alle stesse donne che dovrebbero partorire tutte assieme, viene dato l'ordine di chiudere la città con un altissimo muro circolare e una cupola. L'unico a conoscere le credenziali per uscire è l'ingegner Lenzo, che però si ammala e muore in tre giorni. La moglie ne brucia incautamente tutte le carte. La malattia di Lenzo si diffonde, colpisce a uno a uno tutti i cittadini. Si moltiplicano i suicidi e di uscire dalla città non è più possibile. Morranno fino all'ultimo, e a questo punto finiranno anche le ondate di cadaveri.